# Александра Саша Јеремић
Александра Саша Јеремић (1988, Добој, Босна и Херцеговина) је дипломирала на Економском факултету, Универзитета у Београду 2011. године. Дипломирала је сликарство на Факултету ликовних уметности у класи професора Добрице Бисенића и Симониде Рајчевић 2020. године и на студијама Слободне уметности на Универзитету уметности у Брауншвајгу (2021. године). Њен рад се базира на видео и звучним инсталацијама кроз које се бави питањима идентитета, колективним и личним сећањима и искуствима миграције у ширем културном и политичком контексту. Чланица је колектива Commons - Замишљање институције будућности и DAAD стипендисткиња. 

## О животу и раду
„У свом уметничком истраживању и свакодневном животу, преиспитујем процесе унутар нас, наше животе и начине на које они утичу на спољашње процесе, утицаје, политичке системе, индивидуално и колективно сећање. У мом раду ја истражујем рањивост људског постојања, у друштвеном и културном контексту, проучавајући структуре моћи у приватној и јавној сфери. Усменим путем сам сакупљала гласине и информације причајући са различитим људима, и снимила сам разговоре са више од тридесет људи, касније дајући им израз својим гласом. Начин на који се тело и дух контролишу споља и изнутра је за мене начин отеловљења историје. Истражујем нематеријалне форме својих радова и како то да изразим визуелно – путем видеа, перформанса, цртањем или фотографијом. У тензији између политике и поетике, проналазим чворове које треба да разумем и размрсим. У неким ситуацијама била сам ухођена, у другима сам ја уходила места која се могу назвати домом. Сталним сељењем, одрастањем у конфликтим временима, осећала сам се као гост и мучила са различитим етницитетима и религијама, и често сам морала да заузимам просторе. А ти простори су имали ствари и намештај који је припадао неком другом, и почела сам да се навикавам на унапред подешене предмете који су уходили просторе, према којима сам морала да преуређујем своје навике”.

## Радови (избор)
2021
- Дом је тамо где сам ја[1][4][5]
- Ходање са душеком[1]
- Летњиковац[1]